# Sabine Laruelle

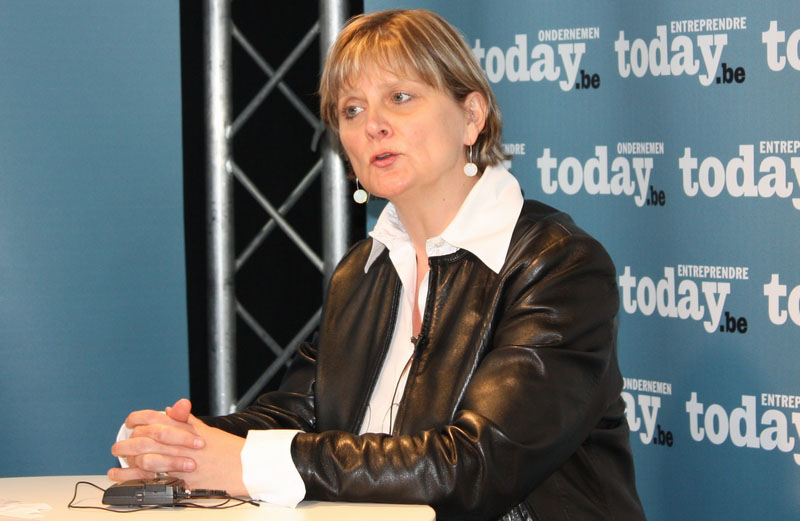
Sabine Laruelle

Sabine Laruelle (* 2. Juni 1965 in Huy) ist eine belgische Politikerin des Mouvement Réformateur (MR). Ab 2003 war sie Ministerin, zuletzt mit der Zuständigkeit für den Mittelstand, kleine und mittlere Unternehmen, Selbständige und Landwirtschaft in der Föderalregierung unter Premierminister Elio Di Rupo (PS). Von 2019 bis 2020 war sie Präsidentin des belgischen Senats.

## Leben
Sabine Laruelle ist studierte Ingenieurin der Agrarwissenschaften an der Faculté universitaire des Sciences agronomiques de Gembloux (FUSAGx). Vor ihrer politischen Laufbahn arbeitete sie für landwirtschaftliche Interessengruppen und Gewerkschaften und war von 2001 bis 2003 Generaldirektorin der Wallonischen Landwirtschaftsföderation („Fédération Wallone de l’Agriculture“, FWA). Am 21. Oktober 2013 kündigte Laruelle ihre Absicht an, nach den Föderalwahlen von 2014 die Politik zu verlassen. Fünf Jahre später kehrte sie jedoch zur Politik zurück, indem sie 2019 zum Mitglied des wallonischen Parlaments gewählt wurde. Nach ihrer darauffolgenden Ernennung zur Gemeinschaftssenatorin durch das wallonische Parlament ist Sabine Laruelle im Juli 2019 zugleich zur Präsidentin des belgischen Senats ernannt worden.
Im Rahmen der Regierungsbildung nach der Parlamentswahl 2019 beauftragte König Philippe sie am 19. Februar 2020 zusammen mit Patrick Dewael, dem Vorsitzenden der Kammer, mit einer neuen Vermittlungsmission.
Laruelle ist Kommandeur des Leopoldsordens.

## Übersicht über ihre politischen Ämter
- 1992–1999: Mitarbeiterin im Kabinett des Landwirtschaftsministers der Wallonie
- 2003–2014: Mitglied der föderalen Abgeordnetenkammer (teilweise verhindert)
- 2003–2007: Föderale Ministerin für den Mittelstand, Landwirtschaft und Entwicklungszusammenarbeit in der Regierung Verhofstadt II
- 2007–2008: Föderale Ministerin für Wirtschaft, Selbständige und Landwirtschaft in der Regierung Verhofstadt III
- 2008–2011: Föderale Ministerin für KMU, Selbständige, Landwirtschaft und Wissenschaft in den Regierungen Leterme I, Van Rompuy und Leterme II
- 2011–2014: Föderale Ministerin für den Mittelstand, KMU, Selbständige und Landwirtschaft in der Regierung Di Rupo.
- 2019–2020: Präsidentin des Senats